# Даниел Ван Бойтен
Даниел Ван Бойтен (на нидерландски: Daniel Van Buyten, като немска транскрипция Буйтен, изговаря се най-близко до Баутен) е бивш белгийски футболист, роден на 7 февруари 1978 година в гр. Шиме. Баща му е известен белгийски кечист, а майка му е германка. Дълги години Ван Бойтен играе за отбора на Байерн Мюнхен.

## Кариера
Като професионалист, Ван Бойтен играе в Спортинг Шарлероа, Стандарт Лиеж и Олимпик Марсилия. След това за кратко е даден под наем на Манчестър Сити, а после преминава в състава на Хамбургер, където бързо се превръща в един от основните играчи и става капитан на отбора. От лятото на 2006 година е в Байерн Мюнхен, а договорът му е до 2010 година. Много фенове на Хамбургер считат преминаването му при баварците за предателство и изразяват недоволството си като запалват негови снимки и шалове с името му при първото гостуване на Байерн в Хамбург. Въпреки че според статистиката през първия си сезон в Байерн той е играчът с най-много спечелени единоборства, често е критикуван за грешки при позиционирането си и това му коства титулярното място през сезон 2007/08. Дълго време е резерва на бразилецът Лусио, но след напускането му се утвърждава в двойка с Мартин Демикелис. През сезон 2011/12 получава травма на гърба и пропуска почти целият сезон. През сезон 2012/13 е резерва на Джером Боатенг и Данте и печели титлата на Германия, купата и Шампионската лига. На 14 август 2014 г. Ван Бойтен обявява, че прекратява спортната си кариера. Той печели 4 пъти бундеслигата и също толкова купи на Германия с Байерн Мюнхен, Купата на лигата през 2007, 2 пъти Суперкупата на Германия, Шампионската лига, Суперкупата на Европа както и Световното клубно първенство.

## Любопитно
Ван Бойтен, Джамел Белмади и Висенте Вуосо стават жертви на банкова измама в Манчестър. Двама банкери открадват общо над 350 000 паунда от тримата играчи, като изтеглят пари от сметките на играчите скоро след като са напуснали отбора на Манчестър Сити. През януари 2006 година измамниците - касиер и неговият началник - са осъдени на съответно 32 и 12 месеца затвор.

## Успехи
Байерн Мюнхен
- Бундеслига: 2007/08, 2009/10, 2012/13, 2013/2014
- Купа на Германия: 2007/08, 2009/10, 2012/2013, 2013/2014
- Купа на лигата: 2007
- Суперкупа на Германия: 2010, 2012
- Суперкупа на Европа: 2013
- Световно клубно първенство: 2013
- Шампионска лига: 2013